# Le Châtenet-en-Dognon
Le Châtenet-en-Dognon é uma comuna francesa na região administrativa da Nova Aquitânia, no departamento de Alto Vienne. Estende-se por uma área de 20,39 km². Em 2010 a comuna tinha 397 habitantes (densidade: 19,5 hab./km²).